# Sizdah bedar

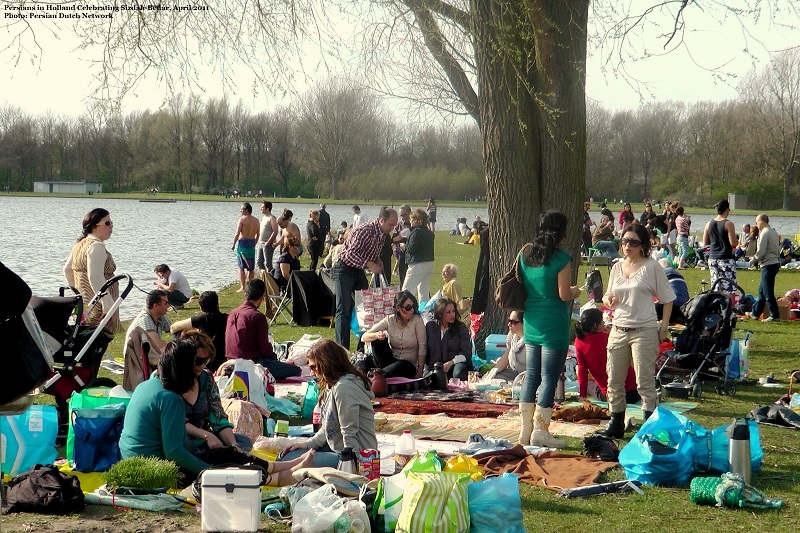
Iraner in den Niederlanden feiern Sizdah Bedar, April 2011

Sizdah bedar oder Sizdahbedar (persisch سیزده‌بدر) ist in der persischen Tradition ein Brauch, bei dem man  sein Haus verlässt, um in der Öffentlichkeit zu feiern, da sich zu der Zeit einem Volksglauben nach böse Geister im Haus befinden. Dies geschieht am dreizehnten (sizdah) Tag des Monats Farwardin (entspricht dem 1. oder 2. April), dem letzten Tag der Feierlichkeiten zum Nouruz (persisches Neujahr), der letzten Phase der Neujahrsfeier, die mit dem Feuerfest Tschahar Schanbe Suri beginnt.
In der heutigen Zeit fahren die Menschen in die Berge oder den Norden Irans oder gehen in Parks, um zu picknicken und um ihr Sabzi – die grünen Pflanzen, deren Samen sie vor dem Beginn des Norouz anpflanzten – in einen Fluss zu werfen, was den Kreis des Lebens symbolisieren soll. Heiratsfähige junge Frauen verknoten an Sizdah bedar zuweilen Grashalme und wünschen sich dabei einen Ehemann. Üblicherweise werden auch Goldfische in Flüssen in die Freiheit entlassen.
Wegen der COVID19-Pandemie verbrachten die Menschen in Iran das Sizdah bedar im Jahr 2021 erstmals nicht im Freien.